# Малые Ямаши
Ма́лые Яма́ши (чув. Кĕçĕн Ямаш) — деревня в Ядринском районе Чувашской Республики. Входит в состав Старотиньгешского сельского поселения.

## География
Находится в западной части Чувашии, на расстоянии приблизительно 22 км на восток-юго-восток по прямой от районного центра города Ядрин на правом берегу речки Выла.

## История
Известна с 1858 года, когда здесь (тогда околоток села Ямашево, ныне Большое Ямашево) было 245 жителей. В 1907 году было учтено 42 двора и 211 жителей, в 1926 — 53 двора, 261 житель, в 1939—281 житель, в 1979—158. В 2002 году было 39 дворов, в 2010 — 30 домохозяйств. В 1930 образован колхоз «Ямаш» («Большевик» с 1931), в 2010 году действовал колхоз «Пучах».

## Население
Постоянное население составляло 91 человек (чуваши 100 %) в 2002 году, 76 в 2010.